# المؤتمر الأرمني في أرضروم

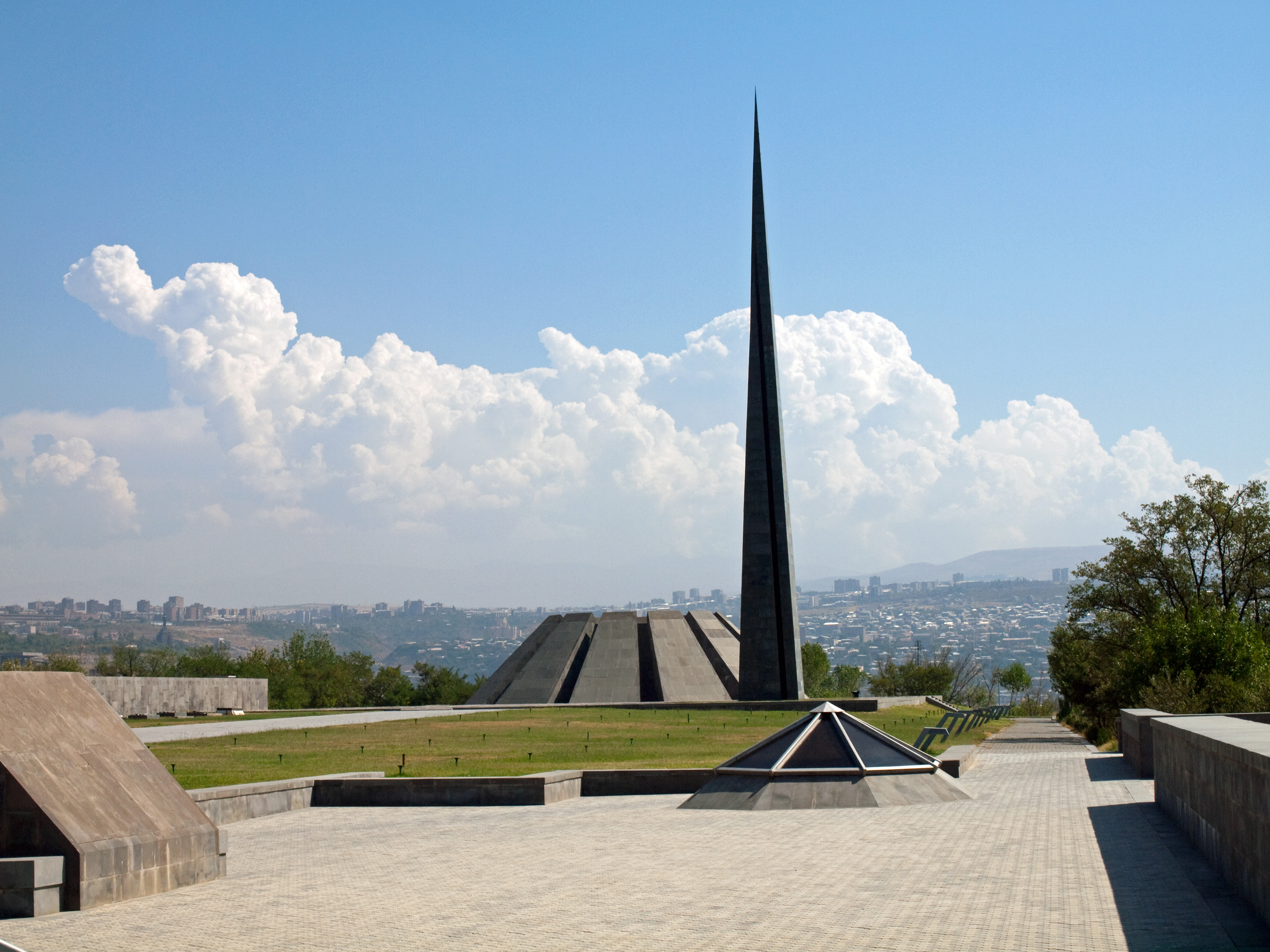

كان المؤتمر الأرمني في أرضروم (المؤتمر العالمي الثامن للاتحاد الثوري الأرمني)، الذي عقد من نهاية يوليو إلى 2 أغسطس 1914، حدثًا فاصلًا حيث طلب ممثلو الجمعية الحاكمة، جمعية الاتحاد والترقي، من الاتحاد الثوري الأرمني (الحزب الأرمنيي الرائد في كل من الدولة العثمانية والإمبراطورية الروسية) التحريض على تمرد الأرمن الروس ضد النظام القيصري من أجل تسهيل غزو ما وراء القوقاز في حالة فتح جبهة القوقاز.

## اقتراحات
كانت الخطة العثمانية هي جذب الفرس والأكراد والتتار والجورجيين إلى حرب مقدسة ضد الحلفاء. من أجل تنفيذ هذا المشروع، كان من الضروري التأكد من أن موقع الأرمن الجغرافي (إذا أصبح الأرمن معاديين)، لن يعيق التعاون بين هذه الأجناس. إذا مضت هذه الاتفاقية قدمًا ولم يدعم الأرمن العثمانيون الروس، فسيُعرض عليهم الحكم الذاتي. كان هذا العرض خطوة إلى الأمام من حزمة الإصلاح الأرمينية، التي تم تأسيسها بالفعل في فبراير 1914.
وعد القيصر بالحكم الذاتي لأرمينيا الروسية. وعد القيصر بالاستقلال الذاتي لست ولايات أرمينية تركية بالإضافة إلى المقاطعتين الروسيتين الأرمنيتين. في وقت سابق ورد أن وزير الخارجية القيصري قد أكد هدف روسيا: «نحن بحاجة إلى أرمينيا، ولكن بدون الأرمن». في المقام الأول وبسبب الثقة في فرنسا وبريطانيا العظمى كمنتسبين لروسيا، قَبل المجلس الوطني الأرمني للإمبراطورية الروسية عرض القيصر. خلال أغسطس 1914، اجتمع ممثلين للأرمن الروس في تبليسي في القوقاز. طلب القيصر ولاء الأرمن ودعمهم لروسيا في الصراع. تم الاتفاق على الاقتراح واستجاب ما يقرب من 20,000 أرمني للنداء، وتم منح 7000 منهم فقط أسلحة.

## الأفراد
عقدت مفاوضات في أرضروم بين المرتبطين الأرمن أرشاك فراميان، ورستم (ستيبان زوريان)، وE. Aknouni (خطاطور مالوميان)، والدكتور العثماني بهاء الدين شاكر، وعمر ناجي، وحلمي بك، برفقة حاشية دولية من شعوب من القوقاز.

## الاستنتاج
كان الأرمن مستعدين تمامًا للبقاء مخلصين لحكومتهم، لكنهم أعلنوا عدم قدرتهم على الموافقة على الاقتراح الآخر، وهو تحريض مواطنيهم تحت الحكم الروسي على التمرد.
أدى رفض الأرمن العثمانيين لهذا الشرط إلى عواقب وخيمة لأنفسهم. ولعلمها عن صراع محتمل مع الأرمن الروس، قررت الحكومة العثمانية في سبتمبر 1914 أن الأجانب (الأرمن الروس) والأرمن الأتراك سيكونون مسؤولين في الحرب ضد روسيا. أثبت هذا بالمناسبة فائدة لا تقدر بثمن للحلفاء. لأنه إذا قامت الأمة الأرمنية كلها ضد روسيا في وقت مبكر من الحرب، فقد تواجه تلك الدولة الهزيمة بدلًا من الانتصار. كان بإمكان قوى المركز نقل جيوش كبيرة من الشرق إلى الجبهة الغربية بالفعل في عام 1915 بدلًا من عام 1917 نتيجة لهذا الاتفاق.
زُعم أن الاقتراح تم تطويره من قبل مكتب المخابرات الألماني للشرق التابع للقيصرية الألمانية، ومقره في إسطنبول. تم إنشاء مكتب المخابرات للشرق عشية الحرب العالمية الأولى وتم تكريسه لتعزيز واستدامة التحريضات الوطنية والقومية في الراج البريطاني ودولها التابعة في فارس ومصر. لقد تورط المكتب في خطط مبكرة للحرب وكان خلف قرار الخليفة العثماني بإعلان الجهاد.
فككت الدولة العثمانية حزمة الإصلاح الأرمنية في 16 ديسمبر 1914، بعد أول مشاركة لحملة القوقاز خلال هجوم بيرخمان في 2 نوفمبر 1914. على الجانب الآخر، زار القيصر جبهة القوقاز في 30 ديسمبر 1914، قائلًا لرئيس الكنيسة الأرمنية أن «المستقبل الأكثر إشراقًا ينتظر الأرمن».